# 阿德里安·斯蒂芬

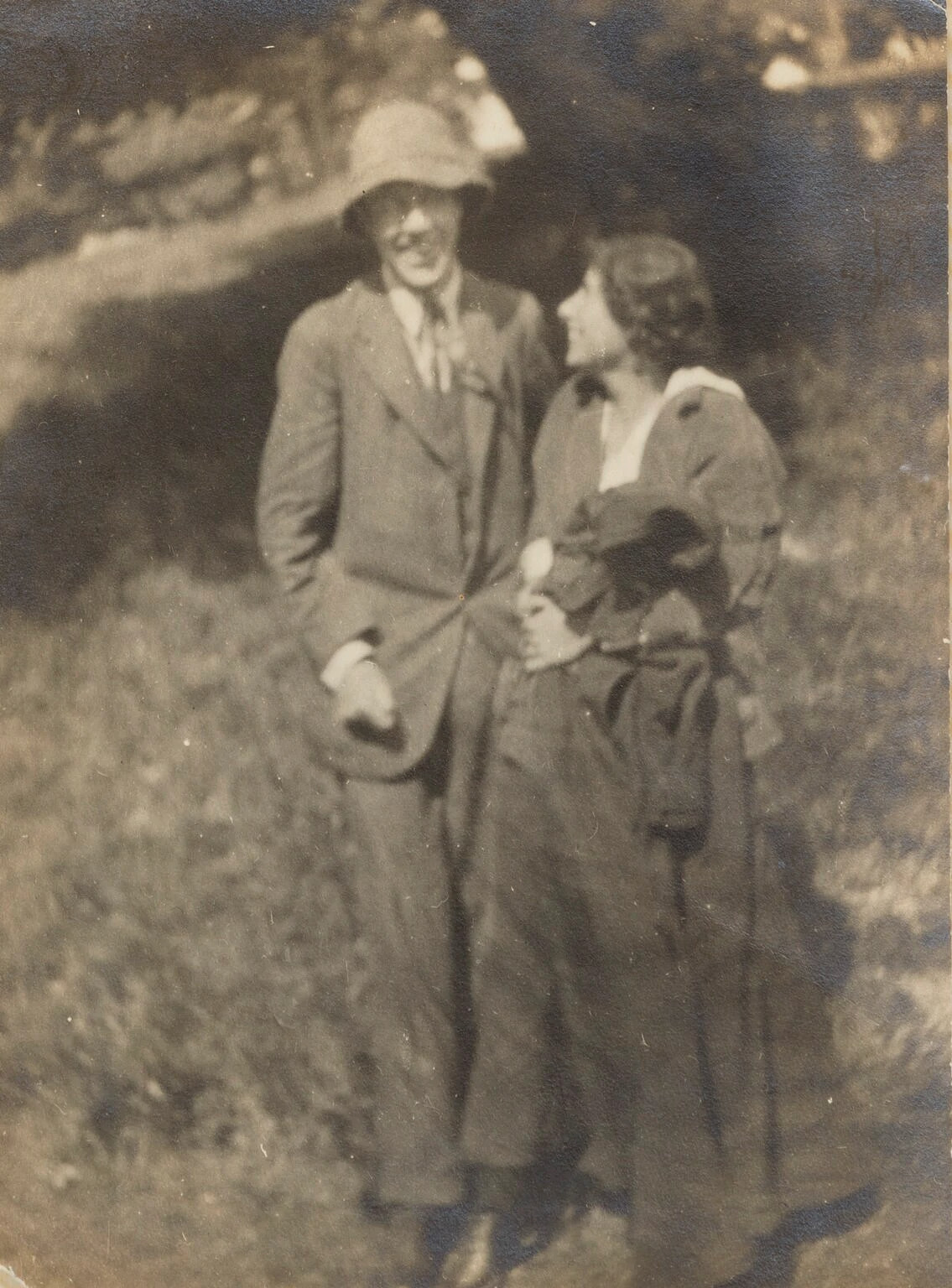
阿德里安·斯蒂芬夫妇

阿德里安·斯蒂芬（英語：Adrian Leslie Stephen，1883年10月27日—1948年5月3日）是一位英国作家、精神分析学家，布卢姆茨伯里派成员，瓦妮莎·贝尔、索比·斯蒂芬和弗吉尼亚·伍尔夫的弟弟。他和妻子卡琳·斯蒂芬（Karin Stephen）对西格蒙德·弗洛伊德的作品产生了兴趣，成为英国第一批精神分析学家。

## 生平
斯蒂芬出生于1883年，是莱斯利·斯蒂芬和茱莉亚·斯蒂芬四个孩子中最小的一个； 1904年，他们的父亲去世，四个兄弟姐妹搬到布鲁姆斯伯里，他们在那里的房子成为布卢姆茨伯里派的核心。由于他母亲的第一次婚姻，导致他还有乔治·达克沃斯和杰拉尔德·达克沃斯两个同母异父哥哥。他就读于威斯敏斯特公学。
他的浪漫恋情中，有一段是与艺术家邓肯·格兰特（Duncan Grant）的同性恋情，邓肯·格兰特因此结识斯蒂芬的姐姐瓦妮莎·贝尔（Vanessa Bell），两人最终发生了一段（相当不寻常的）恋情。阿德里安就读于剑桥大学三一学院，获得法律和历史学位。
1914年，斯蒂芬与卡琳·科斯特洛（Karin Costelloe）结婚，当时她是剑桥大学纽纳姆学院的哲学研究生和亨利·柏格森专家。这对夫妇有两个女儿，安·斯蒂芬（Ann）和朱迪丝·斯蒂芬（Judith Stephen）。
在第一次世界大战期间，1916年实行征兵制后，斯蒂芬与布卢姆茨伯里派的许多其他成员一样，成为一名良心拒服兵役者，与科斯特洛一起在埃塞克斯郡的一个农场工作，度过了战争的剩余时间。战争初期，他活跃于民主监督联合会（Union of Democratic Control），后来，他成为了全国反对征兵委员会（National Council Against Conscription）的名誉司库（Honorary Treasurer）。
战争接近尾声时，阿德里安、卡琳、詹姆斯·斯特拉奇（James Strachey）和阿利克斯·斯特拉奇（Alix Strachey）都对精神分析产生了兴趣。斯蒂芬夫妇应欧内斯特·琼斯的要求接受医学训练，两人最初师从詹姆斯·格洛弗（James Glover），在20世纪20年代末获得了资格，阿德里安完成训练是在埃拉·弗里曼·夏普（Ella Freeman Sharpe）那里。
1936年，斯蒂芬决定详细叙述无畏舰骗局，他在四分之一世纪前参与了这场骗局，完成的一篇报道由霍加斯出版社出版。他也在三十年代深入参与了反法西斯活动。
在第二次世界大战中，斯蒂芬被纳粹的暴行和反犹太主义激怒，他放弃了在第一次世界大战时的和平主义立场，于1939年自愿成为军队精神分析学家，当时年已57岁。1942-44年，在争议性讨论（Controversial Discussions）期间，他积极推动英国精神分析学会的改革，成为该学会的科学秘书（1945–47），并于1946年接替詹姆斯·施特拉奇（James Strachey）担任《国际精神分析杂志》（International Journal of Psychoanalysis）的编辑。他于1948年去世。

## 著作
- 《无畏舰骗局》（ The 'Dreadnought' Hoax，1936年）